# Горожанка (приток Днестра)
Горожанка (укр. Горожанка) — река в Ивано-Франковском районе Ивано-Франковской области и Чортковском районе Тернопольской области, Украина. Левый приток Днестра (бассейн Чёрного моря).
Длина реки 25 км. Площадь водосборного бассейна 155 км². Уклон 4,0 м/км. Долина корытообразная, местами — V-образная, шириной до 1,5-2 км. Русло регулируется прудами, шириной 0,3-5 м, глубиной 0,2-1,5 м. Используется для технического водоснабжения, орошения, рыбоводства.